# Масторохория
Масторохория (на гръцки: Μαστοροχώρια) или транслирано на бълг. Майсторохорията (с етим. от итал. Master от лат. Magister и хор/а) е планинския район на северен Пинд, североизточно от Коница, който е разположен на западните склонове на Грамос и Смолика. 
През XVII-XX век в района се създават майсторски задруги или еснафи (дюлгерски бригади от по 10-20 души) профилирани в различни строителни занаяти като каменоделци, дърводелци, резбари, дамарзии, даже зографи и агиографи, които строят сакрални сгради по цялата Османска империя, вкл. и извън нея – манастири, църкви, джамии, текета. Тези майстори издигат и къщи, ханове, безистени, казарми, мостове, морски фарове, чешми, мелници, маслобойни и други специфични сгради. От края на XIX век смелите загорски дюлгери предприемат и презморски пътувания до Египет, Етиопия, Судан, Еритрея, Конго, Танганайка, Персия, Ирак, Палестина, Русия (от Одеса до Иркутск и до Владивосток), Франция, Аржентина, САЩ и до Аляска включително. 

## Селища
Почти всички 27 села (според някои и село Фурка – 28) в областта имат (и стари) славянобългарски имена :
| настоящо име                | настоящо име на гръцки   | старо име                                                    | Забележки |
| --------------------------- | ------------------------ | ------------------------------------------------------------ | --- |
| Пирсояни                    | Πυρσόγιαννη              | Петро/Петра                                                  | седалище на бившия дем; има музей на каменоделството |
| Вурбяни                     | Βούρμπιανη               |                                                              | зидари и резбари |
| Кастаняни                   | Καστάνιανη               |                                                              | името се среща и като Kастаня, Кастанея с етим. от „кестен“ |
| Пликати                     | Πληκάτι                  |                                                              | каменоделци и майстори на чешми |
| Хионадес (дем Коница)       | Χιονάδες                 |                                                              | зографи с школа |
| Асимохори                   | Ασημοχώρι                | Лискаци                                                      | името се среща още и като Лескаци |
| Оксия (дем Коница)          | Οξυά                     | Селце                                                        | името се среща още и като Селци |
| Кефалохори (дем Коница)     | Κεφαλοχώρι               | Лупсико, създадено от изоставеното в съседство село Ликорачи | |
| Тетокос (дем Коница)        | Θεοτόκος                 | Фитоко (до 1929 г.)                                          | |
| Дросопиги (дем Коница)      | Δροσοπηγή                | Кънчико (до 1955 г.)                                         | дюлгерско на майстори на мостове |
| Лангада (дем Коница)        | Λαγκάδα                  | Блисдяни/Блисдияни (до 1927 г.)                              | с етим. от Лъгадина |
| Плая (дем Коница)           | Πλαγιά                   | Зерма (до 1955 г.)                                           | зидари и зографи |
| Пиргос (дем Коница)         | Πύργος                   | Страциани (до 1954 г.)                                       | |
| Агия Параскеви (дем Коница) | Αγία Παρασκευή           | Керасово (до 1954 г.)                                        | занаятчийско |
| Амарантос (дем Коница)      | Αμάραντος                | Изворо (до 1927 г.)                                          | |
| Пурния                      | Πουρνιά                  | Старичани (до 1928 г.)                                       | името се среща и като Старицани, етно село |
| Ганадио                     | Γανναδιό                 |                                                              | манастирско село |
| Молиста                     | Μόλιστα                  | Месария                                                      | пчелари, градинари, скотовъдци |
| Монастири                   | Μοναστήρι Κόνιτσας       | Боцивари                                                     | зидари, каменоделци и търговци; традиционно "каменно село" |
| Агия Варвара (дем Коница)   | Αγία Βαρβάρα             | Плевали (до 1928 г.)                                         | |
| Ексохи (дем Коница)         | Εξοχή                    | Зелища (до 1919 г.)                                          | |
| Пиксария                    | Πυξαριά                  | Белтухи (до 1927 г.)                                         | |
| Трапеза (дем Коница)        | Τράπεζα                  | Вранища (до 1954 г.)                                         | каменоделци, земеделци и скотовъдци |
| Никанорас                   | Νικάνορας                | Кортинища (до 1927 г.); може да е и Къртинища                | гръцкото име се среща и като Никанор (Νικάνωρ); селото е изградено върху руините на стар манастир с името Вранища, по който името си носи съседното село Вранища, който манастир според легендата бил подигнат от св. Никанор Завордски |
| Пиги (дем Коница)           | Πηγή                     | Пеклари (до 1955 г.)                                         | |
| Елевтеро (дем Коница)       | Ποκίστα Αιτωλοακαρνανίας | Грижбани (до 1927 г.)                                        | името се среща и като Гризбани |

## История
В антропогеографски смисъл районът е крайният север на планинския масив на Пинд, на който физикогеографски край е планината Морава. Жителите на областта по османско време са известни с гилдийния си професионален жаргон "кударей/кударитика", неразбираем от всички останали, който служел за опазване на професионалните тайни. Районът на Мастерохорията по време на Втората световна война е епицентърът на битката на Пинд и последен бастион на партизаните по време съпротивата в края на гражданската война в Гърция. 